# Armeria brutia
Armeria brutia är en triftväxtart som beskrevs av Brullo, Gangale och Uzunov. Armeria brutia ingår i släktet triftar, och familjen triftväxter. Inga underarter finns listade i Catalogue of Life.